# Ливри, Эмма
Эмма Ливри́ (фр. Emma Livry), урожд. Эмма-Мари Эмаро́, (фр. Emma-Marie Emarot; 24 сентября 1842 — 26 июля 1863) — артистка балета, солистка парижской Императорской Оперы в 1858—1862 годах; одна из последних балерин эпохи романтического балета. Её карьера, а затем и жизнь оборвались в результате несчастного случая, случившегося в театре в ноябре 1862 года во время репетиции.

## Биография
Ливри училась в балетной школе Парижской Оперы у мадам Доменик (Madame Dominique). В 1858 году, в возрасте 16-ти лет, она дебютировала в Императорской Опере на сцене театра Ле Пелетье сразу в главной партии, станцевав Сильфиду в возобновлении одноимённого балета Филиппо Тальони. Это был смелый шаг, так как многие зрители хорошо помнили в этой роли несравненную Марию Тальони. Тем не менее, Ливри моментально стала знаменитой.
Во времена, когда в балеринах ценилась округлость форм, Ливри отличалась своим утончённым, хрупким силуэтом. Сначала её критиковали за излишнюю худощавость, но качество танца балерины и её незаурядные актёрские способности заставили публику забыть этот «недостаток».
Мария Тальони, которая в это время жила на своей вилле на берегу озера Комо, тут же поехала в Париж чтобы своими глазами увидеть одарённую выпускницу. Убедившись в её таланте, она приняла предложение Оперы вести «класс усовершенствования балерин». Став наставником Эммы, Мария поставила для ученицы свой единственный балет — «Бабочку» на музыку Оффенбаха (1860). Спектакль имел огромный успех: император Наполеон III дважды ездил в театр на его представление, два лондонских театра тут же предложили балерине ангажемент, знаменитый скульптор Жан-Огюст Барр к статуэткам великих Тальони и Эльслер добавил статуэтку Ливри в костюме Бабочки, а самой Тальони был заказан новый балет для её ученицы:116.

## Гибель
Многообещающая карьера талантливой балерины оборвалась в ноябре 1862 года. В преддверии постановки нового балета Тальони Эмме предложили сыграть пантомимную партию Фенеллы в опере «Немая из Портичи». 
Несмотря на угрожающую им опасность, балерины настаивали на том чтобы танцевать в огнеопасных юбках. Теофиль Готье под впечатлением от получившей широкую известность гибели на сцене во время исполнения партии рабыни Зелики в балете «Восстание в серале» на сцене лондонского театра Друри-Лейн в 1844 году английской балерины Клары Уэбстер (1821—1844) писал в своей повести «Джеттатура»: 
Танцовщица, исполнявшая вальс, подлетела непозволительно близко к сверкающей огнями рампе, отделяющей вымышленный мир от реального. Её легкое одеяние сильфиды трепетало, как крылья готовящейся взлететь голубки. Газовый рожок выбросил бело-голубой язычок, и он лизнул воздушную ткань. Пламя вмиг охватило девушку; несколько секунд она, словно блуждающий огонек, еще продолжала танец, кружась в багряных сполохах, а затем, ничего не понимая и обезумев от ужаса, бросилась к кулисам, заживо пожираемая огнем.
Даже после выхода императорского декрета от 27 ноября 1859 года согласно которому все театральные декорации и костюмы подвергались противопожарной обработке по определенной технологии, балерины продолжали танцевать в пожароопасных костюмах, так как этот способ  придавал ткани желтизну, делал её жесткой на ощупь и поношенной на вид, что вызывало сопротивление со стороны танцовщиц. Так, в 1860 году Эмма Ливри в письме директору Парижской оперы писала: «Я настаиваю, господин директор, на том, чтобы танцевать во всех премьерах балета в моей обычной балетной юбке, и беру на себя всю ответственность за всё, что может случиться».
На репетиции, в момент выхода на сцену, пышные тюники её балетного костюма загорелись от газового светильника. Балерина начала метаться по сцене, при этом столб пламени поднялся выше её головы. Когда её смогли поймать пожарные, несчастная уже сильно обгорела.
Страдая от ужасных ожогов, Ливри умерла восемь месяцев спустя и была похоронена на кладбище Монмартр. Во время прощальной церемонии поэт Теофиль Готье заметил две белые бабочки, которые неустанно порхали над катафалком.
Так как никто не мог представить в роли Фарфаллы какую-либо другую танцовщицу, балет «Бабочка», несмотря на свою популярность, навсегда исчез из репертуара Оперы.
Остатки её обгоревшего балетного костюма, помещённые в миниатюрный саркофаг, хранятся в музее-библиотеке Парижской национальной оперы.

## Репертуар
- 1858 — Сильфида, «Сильфида» Филиппо Тальони на музыку Жана Шнейцхоффера (Джеймс — Луи Мерант)
- 26 ноября 1860 — Фарфалла, «Бабочка» Марии Тальони на музыку Жака Оффенбаха.